# Óscar Salazar Blanco
Óscar Francisco Salazar Blanco (Ciudad de México, 3 de noviembre de 1977) es un deportista mexicano que compitió en taekwondo. Es hermano de Iridia Salazar Blanco.
Participó en los Juegos Olímpicos de Atenas 2004, obteniendo una medalla de plata en la categoría de –58 kg. En los Juegos Panamericanos consiguió dos medallas en los años 1999 y 2003.
Ganó una medalla en el Campeonato Mundial de Taekwondo de 1997 y cuatro medallas en el Campeonato Panamericano de Taekwondo entre los años 1996 y 2006.

## Palmarés internacional
| Juegos Olímpicos        | Juegos Olímpicos                | Juegos Olímpicos  | Juegos Olímpicos |
| Año                     | Lugar                           | Medalla           | Categoría        |
| ----------------------- | ------------------------------- | ----------------- | ---------------- |
| 2004                    | Atenas (Grecia)                 | Medalla de plata  | –58 kg           |
| Campeonato Mundial      |                                 |                   |                  |
| Año                     | Lugar                           | Medalla           | Categoría        |
| 1997                    | Hong Kong (China)               | Medalla de bronce | –58 kg           |
| Juegos Panamericanos    |                                 |                   |                  |
| Año                     | Lugar                           | Medalla           | Categoría        |
| 1999                    | Winnipeg (Canadá)               | Medalla de oro    | –58 kg           |
| 2003                    | Santo Domingo (Rep. Dominicana) | Medalla de plata  | –58 kg           |
| Campeonato Panamericano |                                 |                   |                  |
| Año                     | Lugar                           | Medalla           | Categoría        |
| 1996                    | La Habana (Cuba)                | Medalla de oro    | –58 kg           |
| 1998                    | Lima (Perú)                     | Medalla de oro    | –58 kg           |
| 2002                    | Quito (Ecuador)                 | Medalla de oro    | –62 kg           |
| 2006                    | Buenos Aires (Argentina)        | Medalla de plata  | –62 kg           |